# Włodzimierz Ciołek
Włodzimierz Ciołek (ur. 24 marca 1956 w Wałbrzychu) – polski piłkarz grający na pozycji pomocnika.
Jego pierwszym klubem był Górnik Wałbrzych. Grał w nim do 1978. Kolejne jego drużyny to: Stal Mielec (1978-1983), ponownie Górnik Wałbrzych (1983-1986), FC Grenchen (Szwajcaria, 1986-1990). W sezonie 1983/84 został królem strzelców polskiej I ligi.

## Reprezentacja Polski
W reprezentacji Polski rozegrał 29 meczów, w których strzelił 4 gole. Był uczestnikiem Mistrzostw Świata w 1982, na których polska drużyna zajęła 3. miejsce. W meczu grupowym z Peru strzelił gola na 5:0 (ostatecznie Polska wygrała 5:1).
| lp. | Data                 | Miejsce                 | Przeciwnik     | Rezultat | Rozgrywki       | Grał   | Uwagi |
| --- | -------------------- | ----------------------- | -------------- | -------- | --------------- | ------ | ----- |
| 1.  | 11 października 1978 | Bukareszt               | Rumunia        | 0-1      | towarzyski      | 90'    |       |
| 2.  | 28 maja 1980         | Poznań                  | Szkocja        | 1-0      | towarzyski      | od 69' |       |
| 3.  | 22 czerwca 1980      | Warszawa                | Irak           | 3-0      | towarzyski      | od 73' |       |
| 4.  | 29 czerwca 1980      | São Paulo               | Brazylia       | 1-1      | towarzyski      | od 78' |       |
| 5.  | 2 lipca 1980         | Santa Cruz de la Sierra | Boliwia        | 1-0      | towarzyski      | 90'    |       |
| 6.  | 9 lipca 1980         | Bogota                  | Kolumbia       | 4-1      | towarzyski      | do 45' |       |
| 7.  | 29 września 1980     | Chorzów                 | Czechosłowacja | 1-1      | towarzyski      | od 46' |       |
| 8.  | 12 października 1980 | Buenos Aires            | Argentyna      | 1-2      | towarzyski      | 90'    | Gol   |
| 9.  | 12 listopada 1980    | Barcelona               | Hiszpania      | 2-1      | towarzyski      | 90'    |       |
| 10. | 19 listopada 1980    | Kraków                  | Algieria       | 5-1      | towarzyski      | 90'    | Gol   |
| 11. | 7 grudnia 1980       | Gżira                   | Malta          | 2-0      | elim. MŚ 1982   | 77'    |       |
| 12. | 25 marca 1981        | Bukareszt               | Rumunia        | 0-2      | towarzyski      | do 62' |       |
| 13. | 22 czerwca 1982      | La Coruña               | Peru           | 5-1      | MŚ 1982         | od 74' | Gol   |
| 14. | 28 czerwca 1982      | Barcelona               | Belgia         | 3-0      | MŚ 1982         | od 82' |       |
| 15. | 4 lipca 1982         | Barcelona               | ZSRR           | 0-0      | MŚ 1982         | od 51' |       |
| 16. | 8 lipca 1982         | Barcelona               | Włochy         | 0-2      | MŚ 1982         | do 45' |       |
| 17. | 31 sierpnia 1982     | Paryż                   | Francja        | 4-0      | towarzyski      | 90'    |       |
| 18. | 8 września 1982      | Kuopio                  | Finlandia      | 3-2      | elim. Euro 1984 | 90'    |       |
| 19. | 23 marca 1983        | Łódź                    | Bułgaria       | 3-1      | towarzyski      | do 79' |       |
| 20. | 17 kwietnia 1983     | Warszawa                | Finlandia      | 1-1      | elim. Euro 1984 | do 64' |       |
| 21. | 7 września 1983      | Kraków                  | Rumunia        | 2-2      | towarzyski      | 90'    | Gol   |
| 22. | 28 października 1983 | Wrocław                 | Portugalia     | 0-1      | elim. Euro 1984 | 90'    |       |
| 23. | 11 stycznia 1984     | Kalkuta                 | Indie          | 2-1      | towarzyski      | 90'    |       |
| 24. | 15 stycznia 1984     | Kalkuta                 | Chiny          | 1-0      | towarzyski      | 90'    |       |
| 25. | 17 stycznia 1984     | Kalkuta                 | Argentyna      | 1-1      | towarzyski      | 90'    |       |
| 26. | 27 stycznia 1984     | Kalkuta                 | Chiny          | 1-0      | towarzyski      | 90'    |       |
| 27. | 27 marca 1984        | Zurych                  | Szwajcaria     | 1-1      | towarzyski      | do 67' |       |
| 28. | 17 kwietnia 1984     | Warszawa                | Belgia         | 0-1      | towarzyski      | 90'    |       |
| 29. | 4 września 1985      | Brno                    | Czechosłowacja | 1-3      | towarzyski      | 90'    | kpt.  |